# Włochy na Zimowych Igrzyskach Olimpijskich 2010

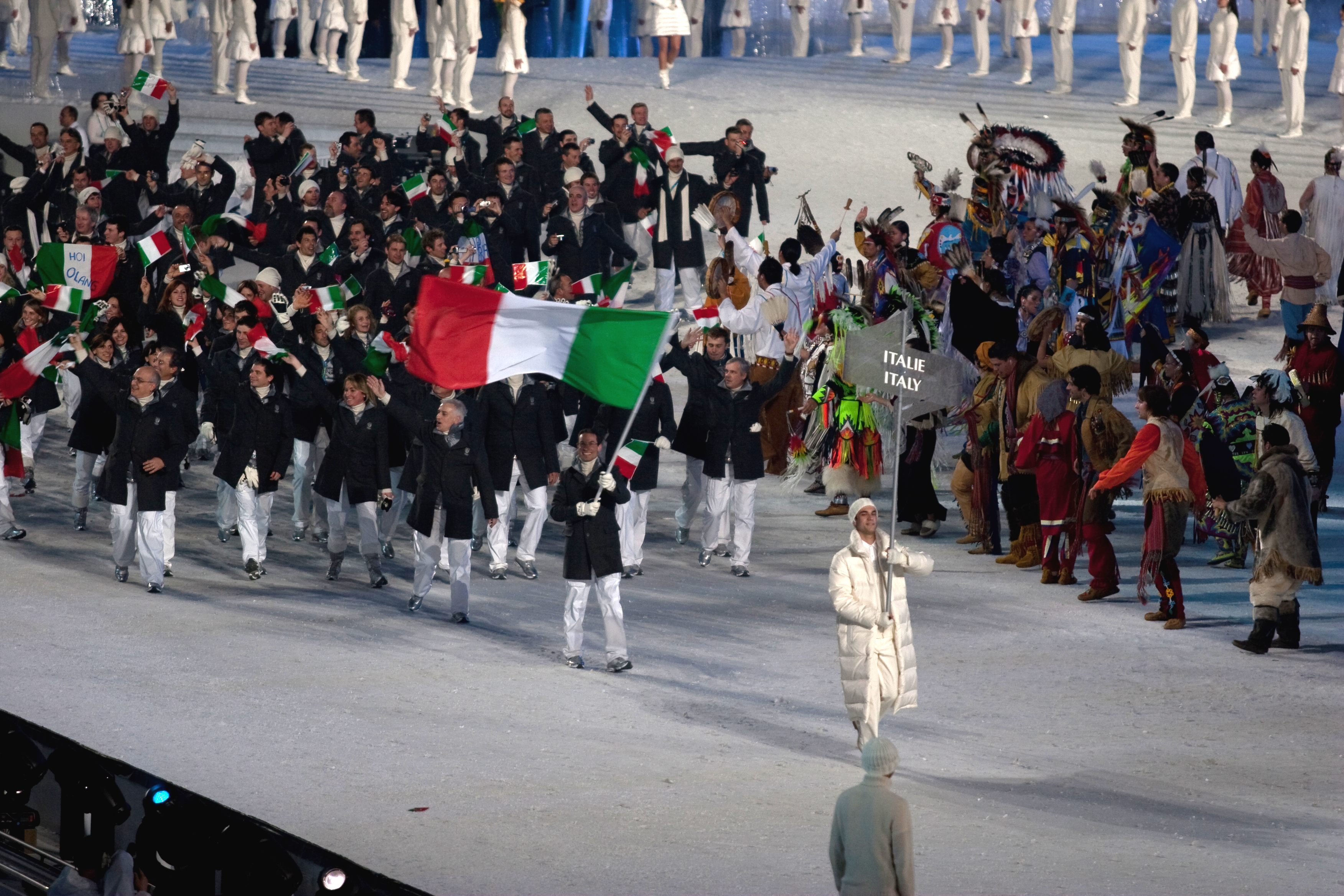
Reprezentacja Włoch podczas ceremonii otwarcia igrzysk olimpijskich

Włochy na Zimowych Igrzyskach Olimpijskich 2010 reprezentowało stu czternastu zawodników.

## Zdobyte medale
| Medal  | Zawodnik              | Dyscyplina sportowa   | Konkurencja                    |
| ------ | --------------------- | --------------------- | ------------------------------ |
| Złoto  | Giuliano Razzoli      | Narciarstwo alpejskie | Slalom mężczyzn                |
| Srebro | Pietro Piller Cottrer | Biegi narciarskie     | 15 km stylem dowolnym mężczyzn |
| Brąz   | Alessandro Pittin     | Kombinacja norweska   | Gundersen/HS 106               |
| Brąz   | Armin Zöggeler        | Saneczkarstwo         | Jedynki mężczyzn               |
| Brąz   | Arianna Fontana       | Łyżwiarstwo szybkie   | 500 m kobiet                   |

## Wyniki reprezentantów Włoch

### Biathlon
Mężczyźni
- Mattia Cola

sprint - 60. miejsce
bieg pościgowy - 55. miejsce
- Christian De Lorenzi

sprint - 61. miejsce
bieg indywidualny - 38. miejsce
- Lukas Hofer

sprint - 56. miejsce
bieg pościgowy - 54. miejsce
bieg indywidualny - 46. miejsce
- Markus Windisch

sprint - 44. miejsce
bieg pościgowy - 53. miejsce
bieg indywidualny - 31. miejsce
- Rene Laurent Vuillermoz

bieg indywidualny - 54. miejsce
- Christian De Lorenzi
Markus Windisch
Lukas Hofer
Mattia Cola

sztafeta - 12. miejsce
Kobiety
- Roberta Fiandino

sprint - 73. miejsce
- Katja Haller

sprint - 38. miejsce
bieg pościgowy - 51. miejsce
bieg indywidualny - 18. miejsce
- Karin Oberhofer

sprint - 47. miejsce
bieg pościgowy - 53. miejsce
bieg indywidualny - 75. miejsce
- Christa Perathoner

bieg indywidualny - 79. miejsce
- Michela Ponza

sprint - 43. miejsce
bieg pościgowy - 50. miejsce
bieg indywidualny - 27. miejsce
- Michela Ponza
Katja Haller
Karin Oberhofer
Roberta Fiandino

sztafeta - 11. miejsce

### Biegi narciarskie
Mężczyźni
- Valerio Checchi

15 km stylem dowolnym - 19. miejsce
50 km stylem klasycznym - 31. miejsce
- Roland Clara

50 km stylem klasycznym - 36. miejsce
- Giorgio Di Centa

15 km stylem dowolnym - 10. miejsce
Bieg łączony - 12. miejsce
50 km stylem klasycznym - 11. miejsce
- Loris Frasnelli

Sprint stylem klasycznym - 27. miejsce
- David Hofer

Sprint stylem klasycznym - 39. miejsce
Bieg łączony - 53. miejsce
- Thomas Moriggl

15 km stylem dowolnym - 24. miejsce
Bieg łączony - 24. miejsce
- Fabio Pasini

Sprint stylem klasycznym - 22. miejsce
- Renato Pasini

Sprint stylem klasycznym - 20. miejsce
- Pietro Piller Cottrer

15 km stylem dowolnym - 
Bieg łączony - 14. miejsce
50 km stylem klasycznym - 26. miejsce
- Cristian Zorzi
Renato Pasini

Sprint drużynowy stylem dowolnym - 8. miejsce
- Valerio Checchi
Giorgio Di Centa
Pietro Piller Cottrer
Cristian Zorzi

sztafeta - 9. miejsce
Kobiety
- Elisa Brocard

Sprint stylem klasycznym - 43. miejsce
- Antonella Confortola

30 km stylem klasycznym - 16. miejsce
- Arianna Follis

10 km stylem dowolnym - 11. miejsce
Bieg łączony - 9. miejsce
- Magda Genuin

Sprint stylem klasycznym - 5. miejsce
- Marianna Longa

10 km stylem dowolnym - 18. miejsce
Bieg łączony - 7. miejsce
30 km stylem klasycznym - 11. miejsce
- Karin Moroder

Sprint stylem klasycznym - 39. miejsce
- Silvia Rupil

10 km stylem dowolnym - 14. miejsce
Bieg łączony - 16. miejsce
- Sabina Valbusa

10 km stylem dowolnym - 17. miejsce
Bieg łączony - 18. miejsce
30 km stylem klasycznym - DNF
- Magda Genuin
Arianna Follis

Sprint drużynowy stylem dowolnym - 4. miejsce
- Arianna Follis
Marianna Longa
Silvia Rupil
Sabina Valbusa

sztafeta - 4. miejsce

### Bobsleje
Mężczyźni
- Simone Bertazzo
Samuele Romanini

Dwójki - DSQ
- Fabrizio Tosini
Sergio Riva

Dwójki - 17. miejsce
- Simone Bertazzo
Danilo Santarsiero
Samuele Romanini
Mirko Turri

Czwórki - 9. miejsce
Kobiety
- Laura Curione
Jessica Gillarduzzi

Dwójki - 13. miejsce

### Kombinacja norweska
Mężczyźni
- Armin Bauer

Gundersen/HS106 - 43. miejsce
Gundersen/HS140 - 21. miejsce
- Giuseppe Michielli

Gundersen/HS106 - 33. miejsce
Gundersen/HS140 - 23. miejsce
- Alessandro Pittin

Gundersen/HS106 - 
Gundersen/HS140 - 7. miejsce
- Lukas Runggaldier

Gundersen/HS106 - 16. miejsce
Gundersen/HS140 - 11. miejsce
- Alessandro Pittin
Giuseppe Michielli
Lukas Runggaldier
Armin Bauer

Drużynowo - 10. miejsce

### Łyżwiarstwo figurowe
Mężczyźni
- Paolo Bacchini

soliści - 20. miejsce
- Samuel Contesti

soliści - 18. miejsce
Kobiety
- Carolina Kostner

solistki - 16. miejsce
Pary
- Nicole Della Monica
Yannick Kocon

Pary sportowe - 12. miejsce
- Federica Faiella
Massimo Scali

Pary taneczne - 5. miejsce
- Anna Cappellini
Luca Lanotte

Pary taneczne - 12. miejsce

### Łyżwiarstwo szybkie
Mężczyźni
- Matteo Anesi

1000 m - 30. miejsce
1500 m - 12. miejsce
- Enrico Fabris

1500 m - 10. miejsce
5000 m - 7. miejsce
- Ermanno Ioriatti

500 m - 24. miejsce
1000 m - 33. miejsce
- Luca Stefani

5000 m - 25. miejsce
- Ermanno Ioriatti
Enrico Fabris
Matteo Anesi
Luca Stefani

sztafeta - 6. miejsce
Kobiety
- Chiara Simionato

500 m - 25. miejsce
1000 m - 19. miejsce
1500 m - 27. miejsce

### Narciarstwo alpejskie
Mężczyźni
- Massimiliano Blardone

gigant - 11. miejsce
- Cristian Deville

slalom - DNF
- Peter Fill

zjazd - 15. miejsce
supergigant - DSQ
kombinacja - DNF
- Werner Heel

zjazd - 12. miejsce
supergigant - 4. miejsce
- Christof Innerhofer

zjazd - 19. miejsce
supergigant - 6. miejsce
kombinacja - 8. miejsce
- Manfred Mölgg

gigant - 22. miejsce
slalom - 7. miejsce
kombinacja - DNF
- Dominik Paris

kombinacja - 13. miejsce
- Alexander Ploner

gigant - 18. miejsce
- Giuliano Razzoli

slalom - 
- Davide Simoncelli

gigant - 20. miejsce
- Patrick Staudacher

zjazd - 35. miejsce
supergigant - 7. miejsce
- Patrick Thaler

slalom - DNF
Kobiety
- Federica Brignone

gigant - 18. miejsce
- Chiara Costazza

slalom - 18. miejsce
- Elena Fanchini

zjazd - DNF
supergigant - 14. miejsce
- Nicole Gius

gigant - 20. miejsce
slalom - 8. miejsce
- Denise Karbon

gigant - 23. miejsce
slalom - 18. miejsce
- Daniela Merighetti

zjazd - DNF
supergigant - DNF
gigant - DNF
- Manuela Moelgg

gigant - 17. miejsce
slalom - 11. miejsce
- Lucia Recchia

zjazd - 9. miejsce
supergigant - 7. miejsce
- Johanna Schnarf

zjazd - 22. miejsce
supergigant - 4. miejsce
kombinacja - 8. miejsce

### Narciarstwo dowolne
Kobiety
- Deborah Scanzio

jazda po muldach - 10. miejsce

### Saneczkarstwo
Mężczyźni
- David Mair

jedynki - 17. miejsce
- Reinhold Rainer

jedynki - 21. miejsce
- Armin Zöggeler

jedynki - 
- Patrick Gruber
Christian Oberstolz

dwójki - 4. miejsce
- Oswald Haselrieder
Gerhard Plankensteiner

dwójki - 9. miejsce
Kobiety
- Sandra Gasparini

jedynki - 20. miejsce

### Short track
Mężczyźni
- Nicolas Bean

500 m - 20. miejsce
1000 m - 12. miejsce
1500 m - 26. miejsce
- Yuri Confortola

500 m - 30. miejsce
1000 m - 9. miejsce
1500 m - 13. miejsce
- Nicola Rodigari

500 m - 19. miejsce
1000 m - 17. miejsce
1500 m - 8. miejsce
- Nicola Rodigari
Yuri Confortola
Claudio Rinaldi
Nicolas Bean

Sztafeta - DNF
Kobiety
- Arianna Fontana

500 m - 
1000 m - 12. miejsce
1500 m - 9. miejsce
- Cecilia Maffei

500 m - 22. miejsce
1000 m - 21. miejsce
1500 m - 26. miejsce
- Martina Valcepina

500 m - 31. miejsce
- Katia Zini

1500 m - 31. miejsce
- Cecilia Maffei
Arianna Fontana
Lucia Peretti
Martina Valcepina
Katia Zini

Sztafeta - 6. miejsce

### Skeleton
Mężczyźni
- Nicola Drocco - 26. miejsce

Kobiety
- Costanza Zanoletti - 15. miejsce

### Skoki narciarskie
Mężczyźni
- Sebastian Colloredo

Skocznia normalna - 29. miejsce
Skocznia duża - 27. miejsce
- Roberto Dellasega

Skocznia normalna - nie zakwalifikował się
Skocznia duża - 44. miejsce
- Andrea Morassi

Skocznia normalna - 43. miejsce
Skocznia duża - 48. miejsce

### Snowboard
Mężczyźni
- Meinhard Erlacher

gigant równoległy - 21. miejsce
- Roland Fischnaller

gigant równoległy - 18. miejsce
- Simone Malusà

snowboardcross - 30. miejsce
- Aaron March

gigant równoległy - 15. miejsce
- Manuel Pietropoli

halfpipe - 39. miejsce
- Stefano Pozzolini

snowboardcross - 14. miejsce
- Federico Raimo

snowboardcross - 22. miejsce
- Alberto Schiavon

snowboardcross - 21. miejsce
Kobiety
- Corinna Boccacini

gigant równoległy - 26. miejsce
- Raffaella Brutto

snowboardcross - 17. miejsce
- Carmen Ranigler

gigant równoległy - 25. miejsce